# 25075 Кійомото
25075 Кійомото (25075 Kiyomoto) — астероїд головного поясу, відкритий 28 серпня 1998 року.
Тіссеранів параметр щодо Юпітера — 3,303.